# Admiral (Schiff, 1905)
Die Admiral war ein 1905 von Blohm & Voss in Hamburg gelieferter Reichspostdampfer der Deutschen Ost-Afrika Linie (D.O.A.L). Das Schiff gehörte zu einer Serie von sieben Doppelschraubendampfern, die in den "Rund-um-Afrika"-Dienst der Reederei zwischen 1901 und 1906 eingestellt wurden.
Während des Ersten Weltkrieges wurde die Admiral 1916 von Portugal beschlagnahmt, wo sie – zusammen mit der Kronprinz – in Lourenco Marques (heute Maputo), Mosambik, seit 1914 interniert war. Das Schiff fuhr anschließend unter dem Namen Lourenço Marques und wurde 1950 abgewrackt.

## Bau des Schiffes
Die Admiral war der achte Neubau der Hamburger Werft Blohm & Voss für die Deutsche Ost-Afrika Linie. Sie war eine Weiterentwicklung der Herzog, des ersten Doppelschrauben-Postdampfers der Reederei, von 1896 und geringfügig größer als die 1900 gelieferte Kronprinz. Sie entsprach weitgehend der im April 1903 gelieferten Prinzregent (Bau-Nr. 164). Beide Schiffe waren 126,8 m lang und 15,2 m breit, anfangs mit 6.341 BRT vermessen und hatten zwei Dreifach-Expansionsmaschinen von 4.000 PS.

Die Admiral lief am 25. Juni 1905 vom Stapel und wurde am 23. September 1905 abgeliefert. Ihr folgte mit der Prinzessin im April noch ein weiteres Schwesterschiff in den Dienst der D.O.A.L..

Sehr ähnliche Schiffe hatten auch die Reiherstiegwerft mit der im Oktober 1901 abgelieferten Kurfürst (die schon 1904 verloren gegangen war) und der Feldmarschall von 1903 sowie die Flensburger Schiffsbau-Gesellschaft mit der Bürgermeister von 1902 geliefert.
Die Admiral war die zweite Trägerin dieses Namens im Dienst der D.O.A.L. Von Oktober 1891 bis zum April 1902 hatte die Reederei schon eine Admiral mit einer Sondergenehmigung des Reiches auf der Postdampferlinie eingesetzt. Dieses angekaufte Schiff von 2.589 BRT war bei Swan Hunter 1890 als Tosari für den Ostasiendienst der Deutschen Dampfschiffs-Rhederei gebaut und 1902 nach Liverpool verkauft worden.

## Betrieb
Die neue Admiral trat am 30. September 1905 ihre Jungfernreise auf den sog. Hauptlinien (westliche, wie östliche Umfahrung von Afrika) an, auf denen die D.O.A.L. Abfahrten im Abstand von vier Wochen anbot. Auf den Rundfahrten liefen die Dampfer bis zu 30 Häfen an, die jedoch nicht alle auf jeder Fahrt angelaufen wurden. Von Hamburg ging die (östliche) Fahrt über Bremerhaven, Rotterdam oder Antwerpen, Vlissingen, Southampton, Lissabon, Tanger, Marseille, Neapel, Port Said, Suez, Aden und Mombasa nach Tanga, Sansibar und Daressalam. Die Rückfahrt erfolgte über Mocambique, Beira, Lourenco Marques, Durban, East London, Kapstadt, Lüderitzbucht, Teneriffa, Las Palmas und europäische Häfen. 1906 schloss die Reichsregierung mit der D.O.A.L. neue Verträge.
Auf Druck der Reichsregierung wurde auch Swakopmund aufgenommen und die DOAL garantierte Abfahrten von den beiden Häfen der Kolonie Südwestafrika alle sechs Wochen. Eine Fahrt von Hamburg nach Swakopmund bzw. Lüderitzbucht kostete vor 1914 in der ersten Klasse 750 Mark, 500 Mark in der zweiten und 250 Mark in der dritten Klasse.
Nach Änderung der Fahrpläne fanden ab 1907 die Abfahrten alle drei Wochen statt, wobei jetzt auch die Woermann-Linie und die Hapag gelegentlich Schiffe einstellten. Die Planzeit für die Ausfahrt in östlicher Richtung bis nach Durban betrug 48 Tage (9097 sm). Für die Rückreise von Durban nach Hamburg waren 33 Tage eingeplant (7508 sm) und die Umlaufzeit eines Schiffes sollte 87 Tage betragen. Für die westliche Umfahrung wurden 35 Reisetage bis Durban und 47 zurück eingeplant. Teilstrecken, wie Hamburg-Marseille oder Hamburg-Teneriffa, wurden als Urlaubsreisen angeboten und beworben, wobei eine etwaige Rückfahrt mit einem anderen Schiff der Reederei erfolgte.
1912 fand nochmals eine Verdichtung der Abfahrten statt. Ab Januar 1912 gab es eine Abfahrt auf jeder der beiden Linien alle 14 Tage.
Im Sommer 1914 setzte die D.O.A.L. die neue Kigoma und ihre Schwesterschiffe Tabora und General sowie die älteren Postdampfer Prinzessin, Admiral, Prinzregent, Feldmarschall, Bürgermeister und Kronprinz auf den beiden Hauptlinien ein. Neben den neun Reichspostdampfern der D.O.A.L. kamen noch die Gertrud Woermann und die Adolph Woermann der Woermann-Linie sowie die Windhuk und die Rhenania der Hapag zum Einsatz.